# 威爾森-哈伯德彗星
威爾森-哈伯德彗星（Comet Wilson-Hubbard），正式命名為C/1961 O1，是一顆1961年肉眼可見的彗星。由於其非凡的亮度，它被認為是大彗星之一。

## 觀測史
1961年7月16日上午10點到下午1點40分（世界標準時間） ，這顆彗星從太陽後面經過，稍微遠離太陽，然後逆轉運動方向，並於1961年7月18日出現在太陽後面。大約五天之後，（當地時間）7月23日上午，飛行員A·斯圖爾特·威爾遜（A. Stewart Wilson）在太平洋上空海拔8,800米的一架從檀香山飛往俄勒岡州波特蘭的波音707客機上發現彗星。他在地平線上發現了一條微弱的垂直光帶，並將其外觀與遠處的探照燈進行了比較，而駕駛艙內的同事則認為這是北極光。威爾森繼續用雙筒望遠鏡觀察它，最後確認它是一顆彗星。他估計它的亮度為3.5等。到達西雅圖後，他將發現傳遞電報給哈佛大學。大約一天後，德州麥克唐納天文台的學生威廉·B·哈伯德（William B. Hubbard）在觀察東方天空中的人造衛星「回聲一號」時發現了彗星的尾巴。他估計亮度為3等。
然而，第一個看到這顆彗星的人可能是空服員安娜·拉斯（Anna Ras）。（當地時間）7月23日日出前，他搭乘飛機飛越利比亞時，在東經15°處看到了彗星的尾巴，比威爾遜發現彗星的時間早了約9個小時。抵達約翰尼斯堡後，她向當地天文台報告了自己的觀察紀錄。
一天之後，有許多獨立發現報告，其中一個是西班牙地面發現的，另外三個是美國航空公司飛行員發現的。同時，這項發現也得到了富田弘一郎和喬治·范·比斯布魯克（George Van Biesbroeck）等天文學家的證實。由於大量的發現，發現彗星的消息迅速傳開。在七月剩下的時間裡，人們對這顆彗星進行了密切的觀測。7月25 日左右，幾位觀察者描述了彗星除了長達25°的尾巴之外，還有大約 2-3°長的反向彗尾。觀察者特別提到了這顆彗星的驚人的頭部。
彗星的亮度之後迅速下降，月底時僅有4-5等。最後一次用肉眼看到它是八月的頭幾天，八月中旬時彗尾幾乎消失了，彗星的亮度也下降到11-12等。
最後一次觀測是富田弘一郎於1961年11月9日在東京進行的，當時亮度為19等。
這顆彗星的最大亮度達到了3等。